# Louisa Gould
Pour les articles homonymes, voir Gould.
Louisa Mary Gould (1891-1945) est une commerçante britannique et une membre du mouvement de résistance britannique sur les îles Anglo-Normandes pendant la Seconde Guerre mondiale. De 1942 jusqu'à son arrestation en 1944, Gould cache un travailleur esclave soviétique évadé connu sous le nom de Feodor Polycarpovitch Burriy sur l'île de Jersey. Après un procès, elle est envoyée au camp de concentration de Ravensbrück où elle est gazée en 1945. En 2010, elle est nommée à titre posthume héroïne britannique de l'Holocauste.

## Jeunesse
Gould est née Louisa Mary Le Druillenec à St-Ouen, Jersey le 7 octobre 1891,,,. Pendant la majeure partie de sa vie, elle tient une épicerie à La Fontaine, Millais à St-Ouen,,.
Gould a deux fils, Ralph et Edward, qui s'enrôlent dans les forces armées britanniques pendant la Seconde Guerre mondiale,. Edward, un officier de la Royal Navy Volunteer Reserve, est tué au combat en 1941.

## La résistance
Pendant l'occupation des îles Anglo-Normandes pendant la Seconde Guerre mondiale, les nazis utilisent des soldats russes capturés comme travailleurs esclaves. À la fin de 1942, Gould cache Fyodr Polycarpovitch Burriy, un esclave soviétique échappé et ancien pilote qui a été capturé après que son avion eut été abattu. Consciente des sanctions sévères pour avoir hébergé des ennemis des Allemands, Gould répond : « Je dois faire quelque chose pour le fils d'une autre mère ».
Gould cacheé Burriy dans sa maison de St. Ouen pendant 18 mois.

## Arrestation, procès et mort
Un voisin rapporte plus tard que Gould héberge Burriy, qu'elle appelle alors "Bill",. En juin 1944, les forces allemandes fouillent sa maison. Bien qu'ils n'y trouvent pas Burriy, ils trouvent un morceau de papier qui a été utilisé comme étiquette de cadeau de Noël, adressé à Burriy, et un dictionnaire russe-anglais qu'il utilise pour pratiquer son anglais,,. Burriy réussit à éviter la capture pendant la recherche et jusqu'à la fin de la guerre.
Gould est arrêtée par les nazis et inculpée. Au procès, elle est condamnée à deux ans de prison pour avoir hébergé Burriy et pour la possession d'une radio qu'elle a gardé malgré les règlements l'obligeant à la remettre. Son frère Harold Le Druillenec et sa sœur Ivy Forster sont arrêtés avec elle.
Après son procès, Gould est envoyée au camp de concentration de Ravensbrück. Son frère Harold Le Druillenec est envoyé au camp de concentration de Bergen-Belsen et serait l'un des deux seuls survivants britanniques. Louisa Gould est gazée en février 1945 à Ravensbrück.

## Reconnaissance
En 1995, une plaque commémorative est dévoilée à St Ouen, Jersey ; Burriy, l'ancien esclave russe, assiste à son dévoilement,. En 2010, elle est nommée à titre posthume héroïne britannique de l'Holocauste,,. L'histoire de Gould est illustrée dans le film de 2017 Another Mother's Son (en),,.